# Heinrich Pantaleon
Heinrich Pantaleon, (n. 13 iulie 1522, Basel - d. 3 martie 1595) a fost un profesor de origine elvețiană.
Și-a început studiile în orașul natal și le-a continuat la diferite universități germane. A studiat limbile vechi, dar și matematica, teologia, științele naturii, iar mai târziu și medicina. Timp de 37 de ani a fost profesor la Basel, pentru a ajunge apoi la Curtea împăratului Maximilian II, care i-a apreciat în chip deosebit meritele și l-a numit comite palatin. Autor a numeroase cărți din cele mai variate domenii (poezie, istorie, geografie, medicină), Pantaleon a fost, după cum arată și preocupările, un spirit universal, ca, de altfel, mulți dintre umaniștii vremii. "Cartea eroilor națiunii germane" (Teutscher Nation Warhafften Helden [...], i. e. Prosopographia heroum atque illustrium virorum totius Germaniæ, Basel 1567-1578), a fost cea mai de seamă lucrare a sa.